# Jens Gustafsson
Jens Gustafsson (Helsingborg, 15. listopada 1978.) švedski je nogometni trener i bivši nogometaš. Trenutačno je trener poljskog kluba Pogoń Szczecin.

## Trenerska karijera

### HNK Hajduk Split
Dana 28. svibnja 2021. postaje novi trener nogometnog kluba Hajduk iz Splita, za koji je potpisao dvogodišnji ugovor ali se na klupi zadržao tek 5 mjeseci. Prije toga je četiri i pol godine bio menadžer švedskog kluba IFK Norrköping.

### Menadžerske statistike
| Klub             | Od                | Do                  | Statistike | Statistike | Statistike | Statistike |
| Klub             | Od                | Do                  | I          | P          | N          | G          |
| ---------------- | ----------------- | ------------------- | ---------- | ---------- | ---------- | ---------- |
| Halmstads BK     | 1. srpnja 2011.   | 22. studenoga 2014. | 118        | 44         | 26         | 48         |
| Švedska do 21    | 7. ožujka 2015.   | 21. prosinca 2015.  | 16         | 9          | 6          | 1          |
| IFK Norrköping   | 1. lipanj 2016.   | 31. prosinac 2020.  | 170        | 94         | 39         | 37         |
| HNK Hajduk Split | 28. svibnja 2021. | 1. studenoga 2021.  | 17         | 9          | 3          | 5          |
| Ukupno           | Ukupno            | Ukupno              | 321        | 156        | 74         | 91         |

Stanje: 1. studenoga 2021.

## Vanjske poveznice
- Jens Gustafsson novi je trener Hajduka!, članak na hajduk.hr